# Super Bowl XI
El Super Bowl XI fue el nombre que se le dio al partido de fútbol americano que definió al campeón de la temporada 1976-77 de la NFL. El partido se disputó el día 9 de enero de 1977 en el estadio Rose Bowl Stadium de la ciudad de Pasadena, California. Enfrentó al campeón de la AFC los Oakland Raiders y al campeón de la NFC los Minnesota Vikings. El título quedó en manos de los Oakland Raiders quienes ganaron 32-14 y de esta manera obtuvieron su primer título de Super Bowl. Los Minnesota Vikings perdían su cuarto Super Bowl (antes habían perdido los Super Bowl de 1970, 1974, 1975).

## Resumen del partido
El primer cuarto del Super Bowl XI terminó empatado a cero. En el segundo cuarto los Oakland Raiders anotaron puntos en tres series ofensivas consecutivas: primero Errol Mann anotó un gol de campo de 24 yardas, luego un pase de una yarda de Ken Stabler con Dave Casper y finalmente una escapada de Pete Banaszak ponían 16-0 el partido a favor de los Raiders. En el tercer cuarto Mann anotaría otro gol de campo, esta vez de 40 yardas. Los Vikings descontarían con una anotación de Sammy White tras pase de Frank Tarkenton. En el último cuarto los Oakland Raiders liquidarían el juego con dos touchdowns: primero Banaszak acarreo el balón dos yardas y luego Willie Brown interceptó a Tarkenton para regresar el ovoide 75 yardas (récord de Super Bowl) para adelantar a los Raiders por 32-7. Ya sobre el final del juego los Vikings anotarían para decorar el resultado, que finalizó 32-14. Fred Biletnikoff, quien atrapó cuatro pases para 79 yardas, fue el jugador más valioso.